# Орден Леона
Орден Леона — орден Абхазии. Орден учреждён 4 декабря 1992 года для награждения за особую храбрость, самоотверженность мужество, проявленные при защите Республики Абхазия.

## Основания награждения
Орденом награждаются:
- военнослужащие и другие граждане Республики Абхазия,
- отдельные воинские подразделения,
- лица, не являющиеся гражданами Республики Абхазия.

Награждение производится за:
- подвиги, совершенные в боевой обстановке с явной опасностью для жизни;
- выдающееся руководство боевыми операциями воинских подразделений и проявленные при этом особые храбрость и мужество;
- особую храбрость, проявленную при обеспечении государственной безопасности Республики Абхазия, в условиях, сопряженных с риском для жизни;
- успешные боевые действия воинских подразделений, которые одержали, несмотря на упорное сопротивление противника, победу или нанесли ему крупное поражение, либо способствовали успеху абхазских войск в выполнении крупной боевой операции.

## Описание ордена
Орден представляет собой выпуклый ромб, концы которого выполнены в виде расходящихся от центра лучей. В середине знака расположен круг, окаймленный бронзовым лавровым венком на красном эмалевом фоне с надписью «Леон». В центре круга на белом эмалевом фоне расположено изображение фигуры царя Леона II с поднятой рукой на коне. За основным полем ордена расположены два скрещенных меча. Расстояние между противолежащими концами ромба 56 мм.
Знак на оборотной стороне имеет нарезной штифт с гайкой для прикрепления ордена к одежде.
Автор дизайна ордена — художник Валерий Гамгиа.
Расположение мечей на первых знаках было остриями вниз. Однако в дальнейшем Комиссией по наградам при Президенте Абхазии оно было признано несоответствующим сложившимся геральдическим канонам, так как символом победы являются мечи, поднятые вверх